# Aşağıkuldan, Yeniçağa
Aşağıkuldan là một xã thuộc huyện Yeniçağa, tỉnh Bolu, Thổ Nhĩ Kỳ. Dân số thời điểm năm 2010 là 175 người.